# Jarque de la Val
Jarque de la Val (aragónul Exarc de la Val) település Spanyolországban, Teruel tartományban. Jarque de la Val Aliaga, Hinojosa de Jarque, Galve és Cuevas de Almudén községekkel határos. Lakosainak száma 62 fő (2024).

## Népesség
A település népessége az utóbbi években az alábbiak szerint változott:
| Lakosok száma | 99   | 96   | 97   | 99   | 91   | 82   | 72   | 66   | 56   | 62   |
|               | 2001 | 2004 | 2007 | 2009 | 2012 | 2014 | 2017 | 2019 | 2022 | 2024 |